# Luau flygplats
Luau flygplats (portugisiska: Aeroporto de Luau) är en flygplats i Angola.   Den ligger i provinsen Moxico, i den östra delen av landet, 1 000 kilometer öster om huvudstaden Luanda. Luau flygplats ligger 1 106 meter över havet.
Terrängen runt Luau flygplats är huvudsakligen platt. Luau flygplats ligger uppe på en höjd. Närmaste större samhälle är Luau, 1,2 kilometer nordväst om Luau flygplats.
Omgivningarna runt Luau flygplats är en mosaik av jordbruksmark och naturlig växtlighet. Runt Luau flygplats är det mycket glesbefolkat, med 2 invånare per kvadratkilometer.